# Phaonia suberrans
Phaonia suberrans är en tvåvingeart som beskrevs av Feng 1989. Phaonia suberrans ingår i släktet Phaonia och familjen husflugor. Inga underarter finns listade i Catalogue of Life.